# ماركوس سوتنر
ماركوس سوتنر (بالألمانية: Markus Suttner)‏ (مواليد 16 أبريل 1987) هو لاعب كرة قدم. يلعب مع منتخب النمسا لكرة القدم. سبق له أن لعب في بطولة أمم أوروبا لكرة القدم 2016 مع منتخب بلاده.

## روابط خارجية
- ماركوس سوتنر على موقع الاتحاد الأوربي (الإنجليزية)
- ماركوس سوتنر على موقع قاعدة بيانات كرة القدم.إي يو (الإنجليزية)
- ماركوس سوتنر على موقع ناشيونال فوتبول تيمز (الإنجليزية)
- ماركوس سوتنر على موقع Soccerbase.com (لاعب) (الإنجليزية)
- ماركوس سوتنر على موقع Soccerway.com (الإنجليزية)
- ماركوس سوتنر على موقع عالم كرة القدم.نت (الإنجليزية)
- ماركوس سوتنر على موقع كووورة
- ماركوس سوتنر على موقع AS.com (الإسبانية)